# Snowshoe
Snowshoe é uma raça de gato originária dos Estados Unidos na década de 1960. Os primeiros foram produzidos na Filadélfia, quando um gato siamês deu à luz três gatos com patas brancas. A criadora, Dorothy Hinds-Daugherty, em seguida, começou com programas de reprodução para produzir snowshoes, cruzando os gatos siameses estranhamente marcados com gatos de pelo curto americanos bicolores e outras raças. 
O gato Snowshoe como o conhecemos hoje teve origem nos Estados Unidos, mas o primeiro Siamês com patas brancas apareceu no século XIX, inúmeras fotografias da era vitoriana mostram que esses gatos ainda existiam na Grã-Bretanha. Mais hodiernamente, na década de 50, alguns gatos Siameses com patas brancas sob o nome de Silver Laces, apareceram, mas eles logo desapareceram de circulação. 

## Origem
A raça Snowshoe surgiu nos anos 60 na Pensilvânia, quando alguns gatos Siameses nasceram com o padrão de pelagem dos Siameses, que era insólito na época. Dorothy Hinds-Daugherty é a criadora da raça, pois foi ela quem cruzou os Siameses com o American Shorthair e outros gatos, resultando assim no Snowshoe. 
No entanto, apenas em 1974, que as associações de criadores norte-americanas en:Cat Fanciers' Association (C.F.F) e en:American Cat Fanciers Association (A.C.F.A) realmente reconheceram a raça. No fim da década de 1970, os Snowshoe aparentavam não ter futuro, existiam apenas quatro gatos Snowshoe oficialmente registrados. 
Apenas em 1980 que a raça Snowshoe foi reconhecida pela Associação Internacional de Gatos (T.I.C.A). 

## Características
O Snowshoe é um gato forte, com orelhas grandes e cauda grossa, tem um tamanho considerado como médio para gatos. E pesa de 3 a 5 quilogramas, geralmente vivem dos 15 aos 18 anos, são afetuosos, ativos, muito inteligentes, curiosos e extrovertidos, o clima ideal para eles, seria um clima moderado, nem muito quente, e nem muito frio, tem pelos curtos, e herdou o olho azul dos Siameses, além das essenciais patinhas brancas. O pescoço é erguido, a cabeça do gato Snowshoe é de formato triangular, com uma característica mancha branca em forma de "V" invertido. Os olhos são grandes, de formato ovalado e de cor azul glacial. As orelhas tem uma base achatada e são grandes ou médias. 

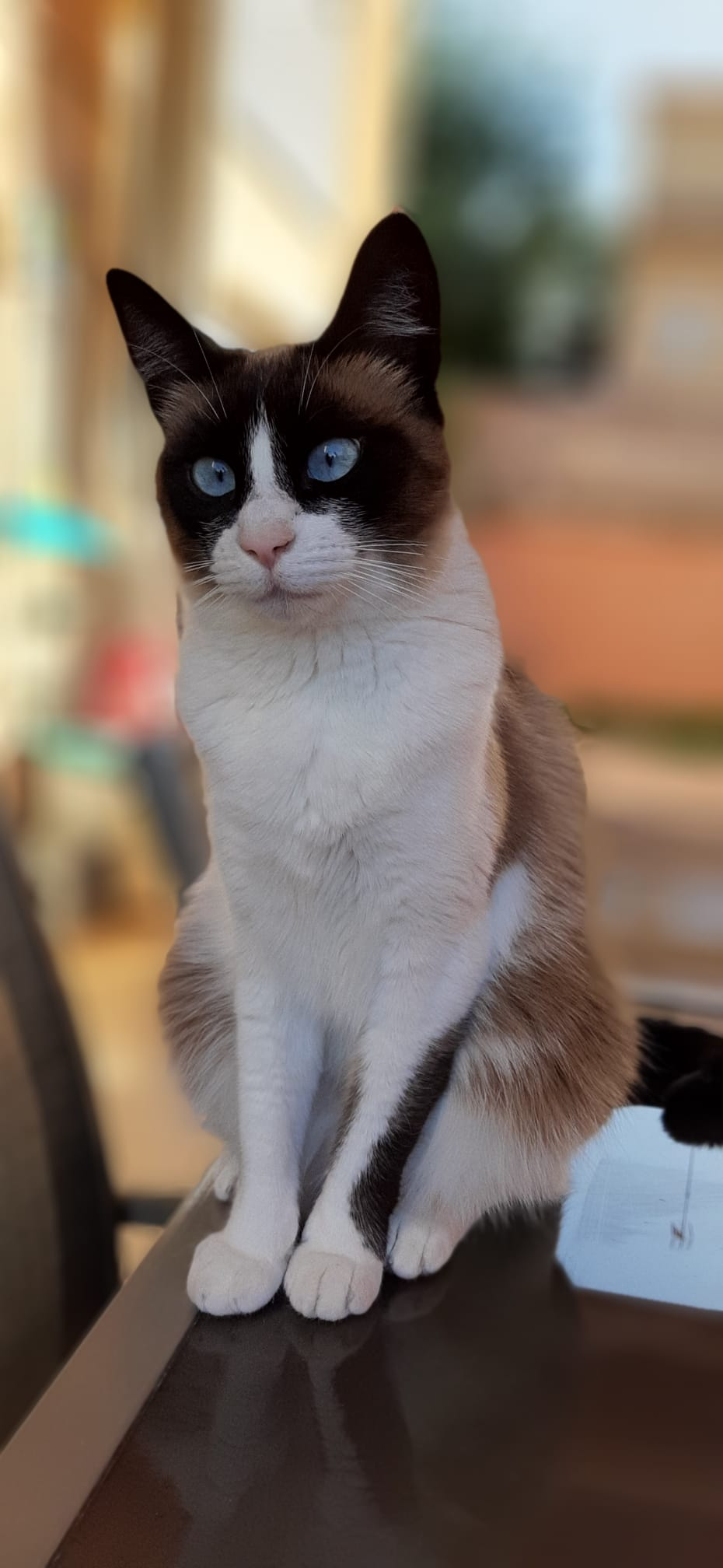
Fêmea de Snowshoe

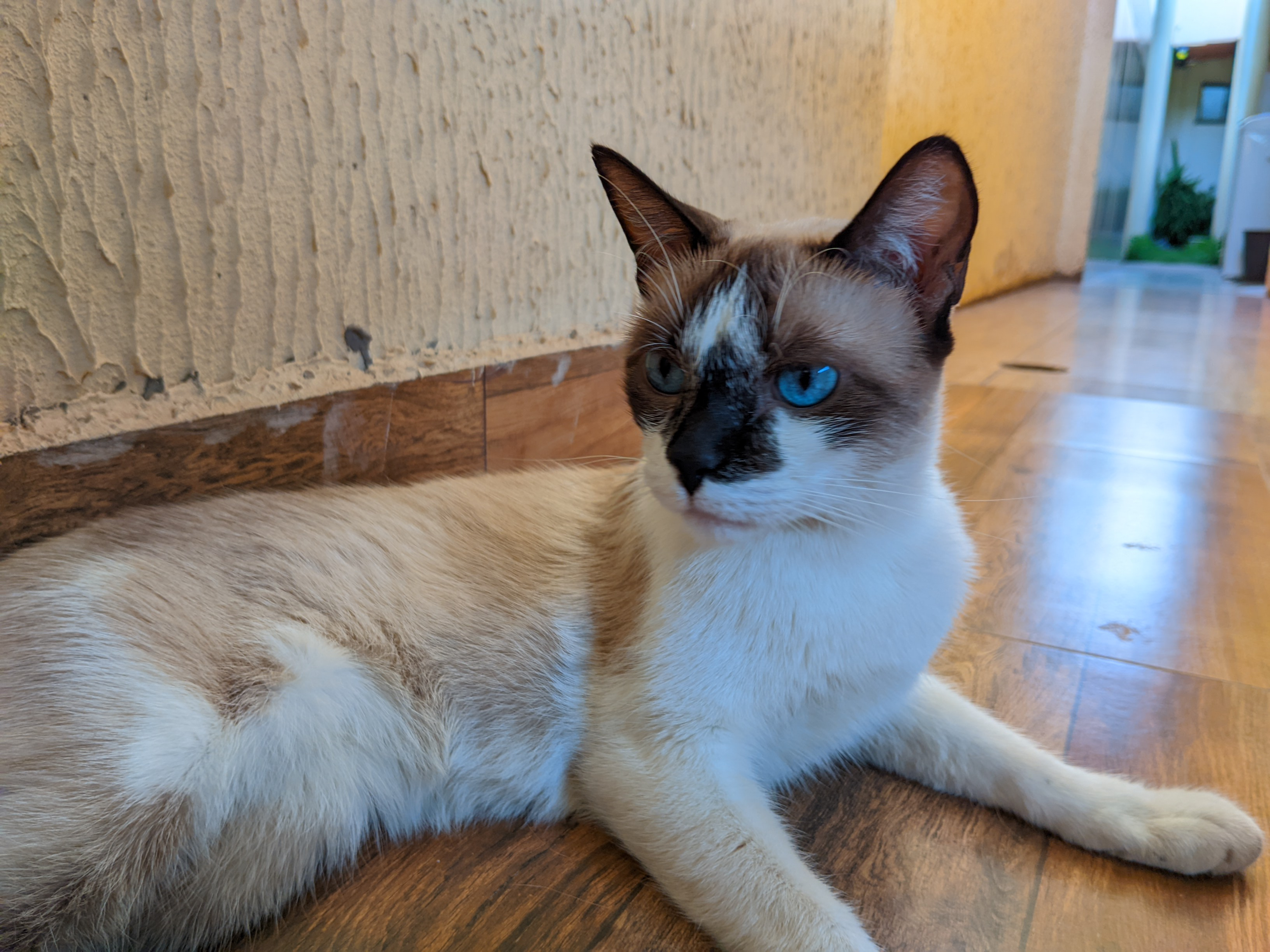
Uma fêmea Snowshoe

## Comportamento
São gatos muito inteligentes, sua personalidade vivaz que distingue dos outros gatos, ela é direcionada em relação à sociabilidade com as pessoas. É um gato muito meloso, calmo, e não tem problemas com uma vida caseira. É um amigo afetuoso, se receber atenção dos familiares. Tem altas capacidades de aprendizado e inteligência, nota-se que são céleres neste processo, podendo buscar objetos, abrir portas, etc. Mas é de extrema relevância (assim como para a maioria dos gatos), o respeito ao seu espaço individual. 

## Saúde
O Snowshoe é uma raça de gato robusto com pouca vulnerabilidade a doenças genéticas, mas, tem havido alguns registros de poliquistose renal, peculiarmente uma doença genética. A existência de um teste genético para esta doença pode reduzir significativamente os riscos, uma vez que um criador responsável analisará sistematicamente os indivíduos considerados para reprodução e removerá da reprodução aqueles que são portadores. O Snowshoe também herdou de Siamês uma tendência a apertar os olhos ou ter uma cauda torta. Entretanto, estes são apenas para considerações cosméticas e não demonstram uma ameaça para a saúde do gato. No entanto, como qualquer gato moderno, o Snowshoe pode ser vulnerável ao maior flagelo dos gatos domésticos, a obesidade felina. Ainda que não seja exclusivamente suscetível a isso, qualquer proprietário responsável deve garantir que seu gato seja saudável e não ganhe mais peso do que deveria. 